# أوتو إيرلر
أوتو إيرلر Otto Erler (ولد في 4 أغسطس 1872 في جيرا – ومات في 8 أكتوبر 1943 في دريسدن) هو كاتب مسرحي ألماني، تزوج إيفا Eva شقيقة هانس زيفيروس تسيجلر.

## من أعماله
- عمالقة (تراجيديا فنانين 1901)
- فنانو الزواج 1905
- ضيف تور 1937
- أصدقاء الدم 1943